# Xenie (literatura)
Xenie (z řečtiny) v literatuře jsou drobné básně, epigramy nebo aforismy.

## Použití
Výrazem „xenie“ označil Marcus Valerius Martialis svou 13. knihu epigramů, které používal jako doprovod k dárkům pro hosty. Ironicky použili označení xenie Johann Wolfgang von Goethe v díle Krotké xenie a Friedrich von Schiller použil název xenie pro satiry proti svým literárním odpůrcům.